# ماهی قفقاز
ماهی قفقاز (نام علمی: Caucasichthys) نام یک سرده از راسته سوف‌ماهی‌سانان است.